# Valeri Stoliarov
Pour les articles homonymes, voir Stoliarov.
Valeri Viktorovitch Stoliarov (en russe : Валерий Викторович Столяров), né le 18 janvier 1971, est un coureur du combiné nordique russe qui a accompli sa carrière durant les années 1990 et au début des années 2000. Il remporte la médaille de bronze aux Jeux olympiques d'hiver de 1998 sur l'épreuve individuelle, ce qui restera son seul podium international individuel.

## Biographie
En 1990, il remporte le titre national soviétique. Un an plus tard, il ramène une médaille de bronze des Championnats du monde junior, obtenue à l'épreuve par équipes.
En 1992, il obtient une sélection pour les Jeux olympiques d'Albertville, au sein de l'Équipe unifiée. Il marque ses premiers points dans la Coupe du monde durant la saison 1993-1994, année de sa participation aux Jeux olympiques de Lillehammer.
Il obtient ses meilleurs résultats aux circuits FIS lors de la saison 1996-1997, où il gagne une course de la Coupe du monde B à Rovaniemi et obtient deux sixièmes places dans la Coupe du monde, dont il se place au neuvième rang du classement général.
Un an plus tard, il prend part à ses troisièmes et ultimes Jeux olympiques à Nagano, où il surprend ses adversaires avec une deuxième position en saut à ski, qu'il maintient longtemps sur la portion de ski de fond grâce aux conditions pluvieuses, avant de terminer troisième et médaille de bronze derrière Bjarte Engen Vik et Samppa Lajunen. Lors des Championnats du monde 1999, il décroche une médaille de bronze à l'épreuve par équipes. Il n'obtient plus de résultats majeurs après cela.
Il prend sa retraite sportive en 2002 et gère un magasin de biens sportifs depuis à Saint-Pétersbourg.

## Palmarès

### Jeux olympiques d'hiver
| Épreuve / Édition | Épreuve / Édition | Albertville 1992 | Lillehammer 1994 | Nagano 1998 |
| Gundersen         | Gundersen         | 33e              | 43e              | Bronze      |
| Par équipes       | Par équipes       | 11e              | 12e              | 9e          |

### Championnats du monde
| Épreuve / Édition | Épreuve / Édition | Trondheim 1997                   | Ramsau 1999 | Lahti 2001 |
| ----------------- | ----------------- | -------------------------------- | ----------- | ---------- |
| Sprint            | Sprint            | Épreuve inexistante à cette date | 30e         | 38e        |
| Gundersen         | Gundersen         | 28e                              | 17e         | 34e        |
| Par équipes       | Par équipes       | 10e                              | Bronze      | 6e         |

### Coupe du monde
- Meilleur classement général : 9e en 1997.

#### Différents classements en Coupe du monde
| Année     | Classement général final |
| 1993-1994 | 35e                      |
| 1996-1997 | 9e                       |
| 1997-1998 | 45e                      |
| 1999-2000 | 46e                      |